# Fodor Lajos (kémikus)
Fodor Lajos (Szombathely, 1930. március 21. – Budapest, 1993. február 8.) magyar vegyészmérnök, kémikus, egyetemi tanár. A kémiai tudományok kandidátusa (1963), a kémiai tudományok doktora (1982).

## Életpályája
Szülei: Fodor Lajos (1888–1945) és Németh Rozália (1889–1977) voltak. 1945-ben édesapja elhunyt; félárván maradt. Népi kollégistaként Sopronban tanult. 1953-ban vegyészmérnöki diplomát szerzett a Vegyészmérnöki Karon. Ezután tanársegéd volt a Budapesti Műszaki Egyetem Vegyészmérnöki Karának Mezőgazdasági Kémiai Technológiai Tanszékén. 1963–1968 között a Művelődési Minisztérium egyetemi főosztályának vezetőjeként a magyar felsőoktatás irányításában működött. 1968-tól ismét tanított az egyetemen, ahol 1975-től tanszékvezető, 1983-tól egyetemi tanár lett. 1981–1982 között a Vegyészmérnöki Kar dékánja volt. 1982-ben doktori címet szerzett. 1982–1987 között rektorhelyettes volt. 1987–1990 között az egyetem rektora volt.
Az irányító és nevelő-oktató munka mellett eredményes tudományos tevékenységet is folytatott. Legfontosabb szabadalma a szorbitkristályosítás, a karbamid-zsírsav, a karbamid-keményítő képzése és gyártása. Feltalálói tudományos munkásságát Állami-díjjal ismerték el.

## Művei
- Kísérletek porlasztó szárítóval (Budapest, 1958)
- Katalizátorok a modern kémiában (Kolozsvár, 1976)
- Biomérnöki műveletek és alapfolyamatok (Nagy Ilona Katalinnal, Budapest, 1981)

## Díjai
- Állami-díj (1988; megosztva)